# کاواچی
کاواچی (به لاتین: Kavachi) یک آتشفشان زیردریایی در جزایر سلیمان است که در جزایر سلیمان واقع شده‌است. کاواچی −۲۰ متر بالاتر از سطح دریا واقع شده‌است.